# Große Moschee von Zentraljava

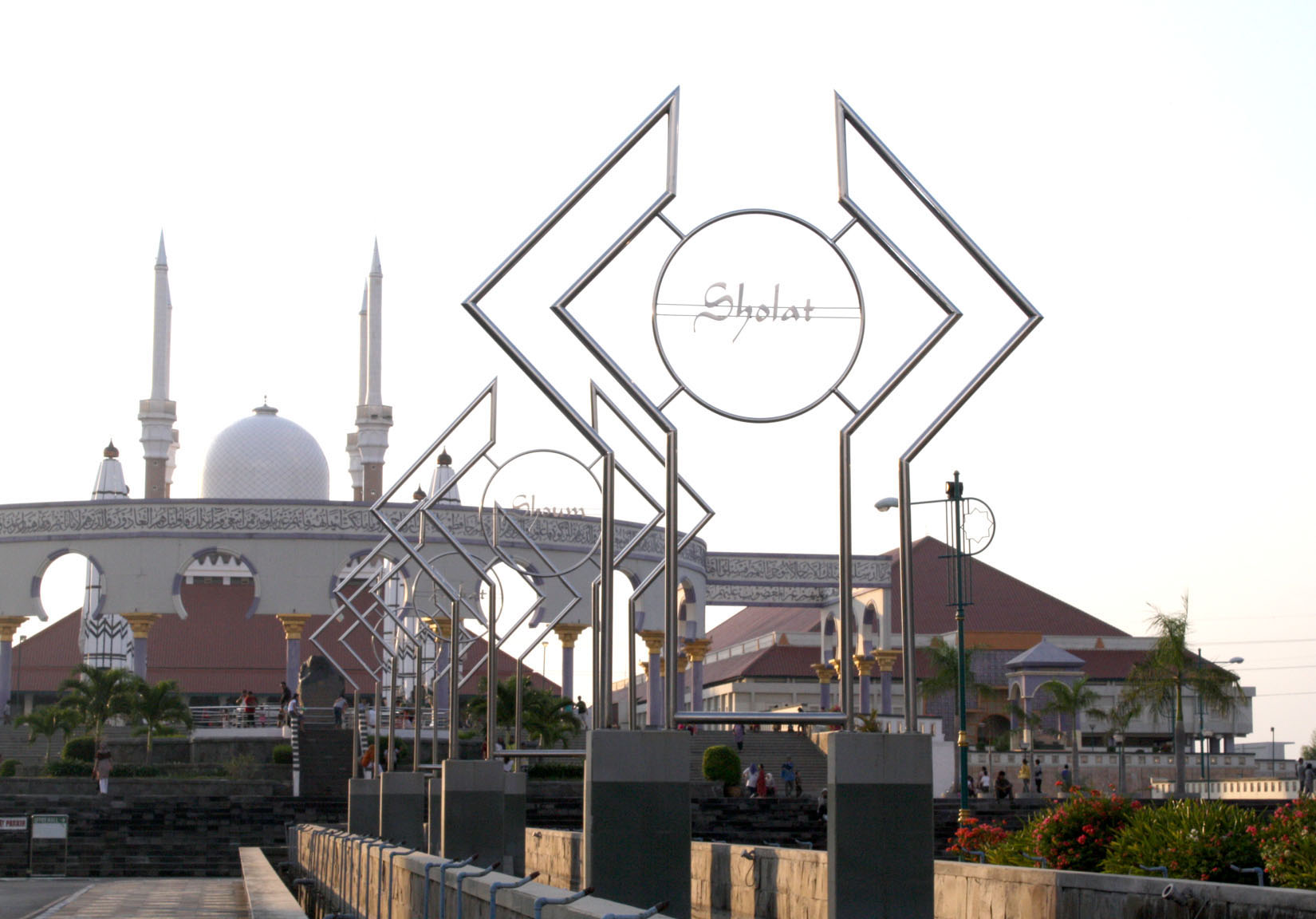
Ansicht vor dem Eingang

Die Große Moschee von Zentraljava (indonesisch Masjid Agung Jawa Tengah) ist die Freitagsmoschee der Stadt Semarang in Zentraljava.

## Anlage
Die drei mit Ziegeln gedeckten Gebäude stehen U-förmig auf einem zehn Hektar großen Grundstück mit einem quadratischen Hauptgebäude in der Mitte, dessen Zeltdach von einer Kuppel bekrönt wird. Der Kuppelaufsatz an der Dachspitze ist von vier Minaretten umgeben. Die langgestreckten, seitlichen Gebäude haben Walmdächer.
Das an ein traditionelles javanesisches Haus (Joglo) erinnernde Dach des Zentralgebäudes symbolisiert Stufen, die zum Himmel aufsteigen, um Gottes Segen herabzuholen. Die langen Schenkel des U beherbergen eine Bücherei und ein Auditorium für 2000 Zuhörer.
Im Zentralhof gibt es sechs hydraulisch betriebene Sonnenschirme, die von den Sonnenschirmen der Prophetenmoschee in Medina inspiriert wurden und den Betenden Schutz vor der Witterung bieten. Sie repräsentieren die sechs Säulen des Iman. Mehr als 15.000 Gläubige finden auf dem 7669 m² großen Gebetsplatz Platz. Die am offenen Ende des U im arabischen Stil mit arabischen Kalligraphien der 99 Namen Gottes verzierten Bögen werden von 25 Pfeilern getragen, die jeweils einen Propheten des Islam symbolisieren. Dahinter steht ein 3,2 m hoher, 7,8 t schwerer Stein mit einer von Nyoman M. Alim gestalteten Inschrift.
Daneben steht der 99 Meter hohe Asmaul-Husna-Turm, der an das Minarett der Menara Kudus Moschee in Kudus erinnert. Im Oktober 2008 wurde ein Drehrestaurant für 20 Gäste im 18. Stockwerk des Turms eröffnet. Busse und eine Straßenbahn transportieren Pilger und Touristen innerhalb des weitläufigen Geländes.

## Geschichte
Die Planung für den Bau begann am 6. Juni 2001, als der Gouverneur von Zentraljava ein Planungskomitee einberief. Der Grundstein wurde am 6. September 2002 gelegt. Das Ensemble mit einer Mischung javanesischer, arabischer und griechischer Architektur aus der Hand des Architekten Ir. H. Ahmad Fanani wurde für einen Gesamtpreis von 198.692.340.000 Rp (22 Mio. US$) gebaut. Der erste Gottesdienst wurden bereits während der Bauzeit am 19. März 2004 gehalten. Die Moschee wurde am 14. November 2006 von Präsident Susilo Bambang Yudhoyono und seiner Ehefrau Kristiani Herawati eingeweiht.